# Јанош Адер
Јанош Адер (мађ. Áder János; Чорна, 9. мај 1959) јесте мађарски политичар. Био је председник Мађарске од 10. маја 2012. до 9. маја 2022. године.

## Биографија
По струци је правник. Био је један од оснивача данас владајуће странке Фидес, и био је учесник у тзв. Разговорима округлог стола на основу којих је 1989. године омогућена мирна транзиција с тадашњег комунистичког на вишепартијски демократски систем. На првим демократским изборима је изабран за члана Националне скупштине, чији је члан био до 2009. године, а од 1998. до 2002. је био и њен председник. Године 2009. је изабран за посланика у Европском парламенту.
Године 2012. је изабран за председника након што је његов претходник Пал Шмит поднео оставку. Изабран је у парламенту Мађарске, са 262 гласа за и 40 против. 